# Otomania
Otomania（オトマニア）は、日本のミュージシャン、漫画原作者、ライター。大阪市在住。

## 解説
Otomaniaという名義は音のマニアという意味で、「音のマニアであり続けたい。音というものを常に探求し続けていたい」という思いから使用しているという。Otomaniaは初音ミクなどのVOCALOIDや、Flashアニメーションの関連作品での活躍が知られる。
2000年代前半のFlashアニメのブーム（Adobe Flash#日本を参照）の際には、多くのFlashアニメの音を担当するとともに、自らもFlashアニメの作品を発表、Flashアニメの声優やイベントの司会者としても活躍している。
2007年9月には発売されたばかりの初音ミクを用いて、動画サイトニコニコ動画にて、Flashアニメのクリエイター仲間のたまごとの共同制作による「ロイツマ・ガール」のパロディ動画、「VOCALOID2 初音ミクに「Ievan Polkka」を歌わせてみた」を発表し、大きな人気を集める。この動画は初音ミクの流行の大きなきっかけになるとともに、ネギが初音ミクの定番アイテムとなる（初音ミク#初音ミクとネギを参照）などその後の初音ミクのムーブメントに大きな影響を及ぼしている。動画にはOtomaniaの作成した歌声に触発されたまごが作成した、初音ミクをデフォルメしたキャラクターイラストが用いられており、これが後に初音ミクから独立した派生キャラクター「はちゅねミク」として扱われるようになる。また、同時期には、これも初音ミクの人気拡大の要因の一つとされる、ワンカップPの初音ミクが品薄で届かないことを題材とした一連の動画の流行にも関与しており、初音ミクが前日に予約したにもかかわらず発売日に届いたことに由来する「前日予約P」の名で、「初音ミクが届いたのでうかれているみたいです」「初音ミクが来たのでスネていません」といったアンサー動画を発表している。
2007年12月には角川書店の漫画雑誌月刊コンプエースにて、主に原作を担当し、主に作画担当のたまごとの「おんたま」という共同名義で、はちゅねミクが主人公の4コマ漫画『はちゅねミクの日常 ろいぱら!』の連載を開始した。2011年10月号で『ろいぱら』の連載を終了。現在は『月刊コンプエース』の2012年6月号より開始した、初音ミクを主人公とした『ミクぼん』、はちゅねミクを主人公とした『はちゅねミク研究所』の連載を行っている。またVOCALOID関連書籍での執筆といったライターとしての活動も行っている。

## 書籍

### 漫画
たまごとの共同の「おんたま」名義
- はちゅねミクの日常 ろいぱら! ‐ 角川書店、月刊コンプエースにて2008年2月号より連載。全4巻。単行本にはOtomania作の楽曲などが収録されたCDが付属する。
- ミクぼん

### 寄稿・音源制作
- 有名クリエイターがこっそり教えるFlash作成のウラ技（アスキー、2006年3月） - コラムを執筆。
- DTM magazine（寺島情報企画） - 2008年3月号、2010年5月号でVOCALOIDについての記事を執筆。
- はじめての初音ミク ボーカロイド2 オフィシャルガイドブック（ヤマハミュージックメディア、2008年3月） - 付属DVD-ROM収録の音源を制作。
- VOCALOIDを楽しもう（ヤマハミュージックメディア） 
  1. 2008年9月、目黒信二との共著。
  2. 2009年4月、音源を制作。
  3. 2009年9月、DTM解説を執筆、音源を制作。
  4. 2010年3月、DTM解説を執筆、音源を制作。
  5. 2010年9月、DTM解説を執筆、音源を制作。
  6. 2011年3月、DTM解説を執筆、音源を制作。
  7. 2011年10月、DTM解説を執筆、音源を制作。
  8. 2012年4月、DTM解説を執筆、音源を制作。
- ボーカロイドシリーズ（ヤマハミュージックメディア)
  1. J-POPソングブック - 2009年1月、選曲、コラムを執筆。
  2. アニメソングブック - 2001年1月、選曲、コラムを執筆。

## CD・DVD
- 『星のカケラ』（フロンティアワークス、2008年1月25日）
  - 一般流通でははじめての初音ミクのCD。収録曲のマニピュレーターを担当。
- 『初音ミク －Project DIVA－ Original Song Collection』（ランティス、2009年7月22日）
  - ゲームソフト初音ミク -Project DIVA-のサウンドトラック。「The secret garden」、「ラブリスト更新中?」のマニピュレーターを担当。
- 『初音ミク ベスト〜impacts〜』（ドワンゴ・エージー・エンタテインメント、2009年8月26日）
  - 初音ミク発売2周年を記念したベストアルバム。「Ievan Polkka （Replica ver.）」を提供。
- 『初音ミクDVD〜impacts〜』（ドワンゴ・ミュージックエンタテインメント、2010年2月10日）
  - 初音ミク関連作品のPV集。「はちゅねみくをふやしてみた。」の音源として「Ievan Polkka」を提供。PVはくまぞうが担当。
- 『初音ミク-Project DIVA- extend Complete Collection』（ソニー・ミュージックダイレクト、2011年11月9日発売）
  - ゲームソフト『初音ミク -Project DIVA- extend』の公式コンピレーションアルバム。ゲームに提供した「Ievan Polkka」を収録。